# Skatetown, U.S.A.
Pour plus de détails, voir Fiche technique et Distribution.
Skatetown, U.S.A. est un film américain réalisé par William A. Levey, sorti en 1979.

## Synopsis
Lors d'une compétition de roller sur fond de disco, deux amis se retrouvent rivaux pour un prix de 1000 $.

## Fiche technique
- Titre : Skatetown, U.S.A.
- Réalisation : William A. Levey
- Scénario : Nick Castle, Lorin Dreyfuss et William A. Levey
- Production : Lorin Dreyfuss, William A. Levey, Peter E. Strauss
- Musique : Miles Goodman et Dave Mason
- Photographie : Donald M. Morgan (de)
- Montage : Gene Fowler Jr.
- Pays d'origine :  États-Unis
- Société de production : Columbia Pictures
- Format : Couleurs - Mono
- Genre : Comédie
- Durée : 98 minutes
- Date de sortie : Octobre 1979

## Distribution
- Scott Baio : Richie
- Flip Wilson : Harvey Ross
- Ron Palillo : Frankey
- Maureen McCormick : Susan

- Ruth Buzzi : Elvira
- Greg Bradford : Stan
- Patrick Swayze : Ace Johnson
- Dave Mason : Lui-même
- Billy Barty : Jimmy
- Katherine Kelly Lang : Allison
- Joe E. Ross : Rent-a-Cop

## Autour du film
- Premier film tourné pour Patrick Swayze.